# David Miller
|  | Per a altres significats, vegeu «David Miller (tenor)». |

David Miller (Paterson, Nova Jersey, Estats Units, 28 de novembre de 1909 − Los Angeles, Califòrnia, 14 d'abril de 1992) va ser un director de cinema, productor i guionista estatunidenc.

## Biografia
Cineasta una mica oblidat o poc considerat, però la carrera del qual té la seva importància. Cal destacar alguns films saludats per les crítiques de l'època i referendats per cineastes actuals com Bertrand Tavernier: Saturday's Hero el 1951 i Sudden Fear el 1952 amb Joan Crawford i Jack Palance.
Va ser igualment l'escenògraf del western crepuscular Lonely Are the Brave on va ser eclipsat pel productor i actor principal de la pel·lícula Kirk Douglas. Aquest últim evoca sovint el fet d'haver codirigit la pel·lícula, cosa que segons Bertrand Tavernier, sembla probablement fals, o molt exagerat.
David Miller va ser un cineasta reconegut i apreciat del guionista Dalton Trumbo. Després d'haver escrit Lonely Are the Brave, va exigir estar encarregat de l'escenificació d'un altre dels seus guions, Executive Action amb Burt Lancaster, el 1973. A més a més, per satisfer les assegurances durant el rodatge de Johnny se'n va a la guerra, Trumbo va designar Miller com a encarregat d'acabar la pel·lícula en cas de problemes. Una prova de l'afecte i la confiança que el guionista sentia pel cineasta.

## Filmografia[3]

### Director
- 1935: Trained Hoofs
- 1935: Crew Racing
- 1936: Table Tennis
- 1936: Let's Dance
- 1936: Hurling
- 1937: Dexterity
- 1937: Penny Wisdom
- 1937: Tennis Tactics
- 1937: Equestrian Acrobats
- 1938: Nostradamus
- 1938: La Savate
- 1938: It's in the Stars
- 1938: Fisticuffs
- 1938: The Great Heart
- 1939: Ice Antics
- 1939: Drunk Driving
- 1940: The Happiest Man on Earth
- 1941: More About Nostradamus
- 1941: Billy the Kid
- 1942: Sunday Punch
- 1942: Further Prophecies of Nostradamus
- 1942: Flying Tigers
- 1949: Top o' the Morning
- 1949: Love Happy
- 1950: Our Very Own
- 1951: Saturday's Hero
- 1952: Sudden Fear
- 1954: Beautiful Stranger
- 1956: Diane
- 1956: The Oppolloc Sex
- 1957: La història d'Esther Costello
- 1959: Happy Anniversary
- 1960: Midnight Lace
- 1961: Back street
- 1962: Lonely Are the Brave
- 1963: Captain Newman, M.D.
- 1968: Hammerhead
- 1969: Hail, Hero!
- 1973: Executive Action
- 1976: Bittersweet Love
- 1979: The Best Place to Be (TV)
- 1979: Love for Rent (TV)
- 1979: Goldie and the Boxer (TV)
- 1981: Goldie and the Boxer Go to Hollywood (TV)

### Productor
- 1957: La història d'Esther Costello

## Premis i nominacions
Nominacions
- 1957: Lleó d'Or per La història d'Esther Costello